# Birseck
Le Birseck est une région du canton de Bâle-Campagne

## Situation géographique
Historiquement la Seigneurie de Birseck dans l’Évêché de Bâle comprenait jusqu'en 1792 les villages catholiques d'Arlesheim, Reinach, Ettingen, Therwil, Oberwil, Allschwil et Schönenbuch. Depuis 1815 on y englobe aussi Aesch et Pfeffingen qui faisaient partie de la Seigneurie de Pfeffingen. La région s'étend dans la vallée de la Birse à partir de la dernière cluse jurassienne de la rivière sur laquelle se trouve le château d'Angenstein jusqu'aux portes de la ville de Bâle. Contrairement au reste du demi-canton de Bâle-Campagne le carnaval dans les villages du Birseck est fêté une semaine avant le carnaval protestant.

## Histoire
Le bailliage de Birseck est acheté en 1239 par le diocèse de Bâle. À cette époque, outre les villages, le bailliage comprend quatre châteaux forts portant le nom de Birseck construits au XIIIe siècle sur une arête rocheuse proche d'Arlesheim, à savoir, du nord au sud, Ober Birseck (aujourd'hui Burg Reichenstein), Hinter Birseck, Mittler Birseck et Vorder Birseck. Les quatre châteaux sont annexés en 1245 au chapitre cathédral de Bâle, en particulier celui de Vorder Birseck d'où les princes-évêques administrent la région.
En 1525, la plupart des villages du Birseck passent à la réforme protestante tout en restant sous l'autorité de l'évêque jusqu'à la contre-réforme menée dès 1581 par Jacques Christophe Blarer de Wartensee et qui aboutit en 1627 par le retour au catholicisme de tous les villages. 
Occupée en 1792 par la France, la région fait partie de la république rauracienne, puis du département français du Mont-Terrible de 1793 à 1800 et enfin de celui du Haut-Rhin. En 1815 au Congrès de Vienne le canton de Bâle a été dédommagé pour l’envahissement de son territoire un an plus tôt par les troupes alliées avec l’annexion du joli et fertile bailliage de Birseck. Finalement, la région rejoint le demi-canton de Bâle-Campagne lors de la fondation de celui-ci en 1833.

## Sources
- (de) Cet article est partiellement ou en totalité issu de l’article de Wikipédia en allemand intitulé « Birseck » (voir la liste des auteurs).